# Jean Rémy Bitana
Jean Rémy Bitana (ur. 5 maja 1983 w Gisenyi) – rwandyjski piłkarz grający na pozycji obrońcy.

## Kariera klubowa
Karierę piłkarską Bitana rozpoczął w klubie Etincelles FC z rodzinnego miasta Gisenyi. W 1999 roku zadebiutował w jego barwach w pierwszej lidze rwandyjskiej. W 2000 roku odszedł do Rayon Sports FC ze stolicy kraju Kigali. W 2002 i 2004 roku wywalczył z nim mistrzostwo kraju, a w 2005 roku zdobył Puchar Rwandy.

## Kariera reprezentacyjna
W reprezentacji Rwandy Bitana zadebiutował w 2003 roku. W 2004 roku został powołany do kadry na Puchar Narodów Afryki 2004. Tam wystąpił w jednym spotkaniu, z Gwineą (1:1). W kadrze narodowej rozegrał 5 meczów.